# 白夜の大地
『白夜の大地』 (Land of the Midnight Sun)は、1976年に発売されたアル・ディ・メオラのファースト・ソロ・アルバム。
チック・コリア率いるリターン・トゥ・フォーエヴァーでの成功から、ソロでの次なるステップとして今作品は重要な位置にあった。リターン・トゥ・フォーエヴァーのメンバー全員がレコーディングに参加。アンソニー・ジャクソン、ジャコ・パストリアス、スタンリー・クラークといった当時のジャズ/フュージョン界における3人のトップ・クラス・ベーシストが参加していることでも聴き応えある作品になっている。

## 収録曲
1. "The Wizard" (ミンゴ・ルイス) - 6:46
2. "Land Of The Midnight Sun" (アル・ディ・メオラ) - 9:11
3. "Sarabande From Violin Sonata In B Minor" (ヨハン・ゼバスティアン・バッハ) - 1:20
4. "Love Theme From "Pictures Of The Sea" (ディ・メオラ) - 2:25
5. "Suite-Golden Dawn" (ディ・メオラ) - 9:49

"Morning Fire" -1:15
"Calmer Of The Tempests" - 1:11
"From Ocean To The Clouds" - 8:38
1. "Short Tales Of The Black Forest" (チック・コリア) - 5:41

## 録音メンバー
- アル・ディ・メオラ (Al Di Meola) - ギター、シンセサイザー、パーカッション、ボーカル
- チック・コリア (Chick Corea) - アコースティックピアノ、キーボード、マリンバ
- バリー・マイルズ (Barry Miles) - キーボード、アコースティックピアノ、シンセサイザー
- スタンリー・クラーク (Stanley Clarke) - ベース、ボーカル
- アンソニー・ジャクソン (Anthony Jackson) - ベース
- ジャコ・パストリアス (Jaco Pastorius) - ベース
- スティーヴ・ガッド (Steve Gadd) - ドラム
- アルフォンス・ムゾーン (Alphonse Mouzon) - ドラム
- レニー・ホワイト (Lenny White) - ドラム
- ミンゴ・ルイス (Mingo Lewis) - キーボード、パーカッション
- パティ・バユカス (Patty Buyukas) - バック・ボーカル